# George Segal
George Segal, Jr. (Great Neck, Nova Iorque, 13 de fevereiro de 1934 – Santa Rosa, 23 de março de 2021) foi um ator e músico americano.
Segal tornou-se popular na década de 1960 e 1970 por desempenhar papéis dramáticos e cômicos. Alguns de seus papéis mais aclamados são em filmes como Who's Afraid of Virginia Woolf? (1966), pelo qual foi indicado ao Oscar de Melhor Ator Coadjuvante, assim como ao Globo de Ouro na mesma categoria, Where's Poppa? (1970), The Hot Rock (1972), Blume in Love (1973), A Touch of Class (1973), California Split (1974), For the Boys (1991) e Flirting with Disaster (1996). Ele ganhou o Globo de Ouro de Melhor Ator em Musical ou Comédia por sua atuação em A Touch of Class.
Na televisão, ele ficou conhecido por seus papéis como Jack Gallo em Just Shoot Me! (1997-2003) e como Albert "Pops" Salomão em The Goldbergs (2013–presente).
Morreu em 23 de março de 2021 em Santa Rosa, aos 87 anos de idade.